# نوردهاکشتدت
نوردهاکشتدت (به آلمانی: Nordhackstedt) یک شهر در آلمان است که در اشلسویگ-فلنسبورگ واقع شده‌است. نوردهاکشتدت  ۴۸۳ نفر جمعیت دارد.